# Tropeopsila carinata
Tropeopsila carinata är en tvåvingeart som beskrevs av Shatalkin 1983. Tropeopsila carinata ingår i släktet Tropeopsila och familjen rotflugor. Inga underarter finns listade i Catalogue of Life.